# 靜岡縣公安委員會
静岡縣公安委員會（日语：／ Shizuokaken kō'an-i'inkai */?）是由靜岡縣知事所轄，負責管理靜岡縣警察的行政委員會，由5名委員組成。

## 委員
- 委員長
  - 熊田俊博
- 委員
  - 志田洪顯
  - 松浦康男
  - 諏訪部敏之
  - 生座本磯美

## 下部組織
- 靜岡縣警察

## 外部連結
- 静岡県公安委員会 官方網站